# Ринкон-де-Ромос
Ринкон-де-Ромос (исп. Rincón de Romos) — город и административный центр одноимённого муниципалитета в мексиканском штате Агуаскальентес. Численность населения, по данным переписи 2010 года, составила 27 988 человек.